# Thivolleo meruensis
Thivolleo meruensis là một loài bướm đêm trong họ Crambidae.